# Турецкая диаспора
Турецкая диаспора является одной из самых молодых (3 поколения) и быстрорастущих диаспор мира. В настоящее время она насчитывает несколько миллионов человек, большая часть которых проживает в Германии.
Представителей турецкой диаспоры не следует путать с турецкими ирридентами стран балканского полуострова.
Впервые, в 1950-х годах турецкая диаспора появилась в результате массовой трудовой миграции этнических турок (преимущественно мужчин молодого и среднего возраста), которая была направлена преимущественно в урбанизированные и индустриализированные регионы ФРГ, Австрии, Нидерландов, в меньшей степени Франции и Бельгии (большая турецкая община имеется в Брюсселе). Получив вид на жительство, эти мигранты приглашали себе невест из Турции. В результате в настоящее время в Германии проживает много этнических турок 2-го и 3-го поколений, хотя многие из них до сих пор не имеют гражданства. В Великобритании значительно количество турок-киприотов и их потомков.
В США первые турки-мусульмане появились ещё в самом начале XX века, хотя тогда они составляли лишь 15 % всех прибывших граждан Османской империи (большинство были греками, евреями и армянами). Во второй половине XX века в США прибыло большое количество турецких студентов, многие из которых остались работать в стране по окончании ВУЗов.
В середине 90-х годов значительное количество турецких трудовых мигрантов, обусловленных инвестиционными проектами турецких строительных компаний, появилось в России и странах СНГ. Несмотря на богатство выбора, страны Евросоюза по-прежнему остаются самыми привлекательными для турецких эмигрантов.

## Турецкая диаспора Евросоюза
В 2006 году турки составили 9,9 % от общего числа получивших гражданство в ЕС-27, занимая первое место. В 2007 году среди получивших гражданство Евросоюза граждане Турции (55,1 тысячи человек, или 7,9 %) занимали второе место после граждан Марокко (59,4 тысячи человек, или 8,5 %). Большая часть турецких граждан предпочла поселиться в Германии (52 %). Натурализация турецких граждан была значительной в иммиграционных процессах Германии, Дании, Австрии, Нидерландах, Франции и Греции, где они занимали 1—3 места.